# 1982年體育
1982年重要國際體育賽事包括：
- 第十二屆世界盃足球賽；6月13日至7月11日於西班牙舉行

## 體育大事

### 7月至9月
- 7月11日——意大利以三比一擊敗西德第三次奪得世界盃足球賽冠軍。